# 에이리아
에이리아(Alia, エイリア)는 록맨 X에 등장하는 히로인이다.

## 소개
록맨 X5부터 등장. 이레귤러 헌터를 서포트하는 네비게이터로 모두에게 신뢰를 얻고 있다. 성우는 카사하라 루미.

## 행적
록맨 X6에 등장하는 게이트와 동기였다.